# Neoconocephalus fuscinervis
Neoconocephalus fuscinervis är en insektsart som först beskrevs av Ludwig Redtenbacher 1891.  Neoconocephalus fuscinervis ingår i släktet Neoconocephalus och familjen vårtbitare. Inga underarter finns listade i Catalogue of Life.